# Predrag Stojanović
Predrag Stojanović (* 25. Februar 1966 in Zadar, Kroatien, damals Jugoslawien) ist ein österreichischer Opernsänger (Bariton) und Gesangspädagoge.

## Leben

### Ausbildung
Stojanović lernte zuerst klassische Gitarre an der Musikschule in Zadar und dann, parallel zu seinem Studium der Verkehrswissenschaften an der Universität Zagreb, auch Gesang am Musikkonservatorium „Vatroslav Lisinski“ in Zagreb. 1989 wechselte er an die Musikhochschule Graz, heute Kunst Universität Graz, wo er zuerst bei Josef Loibl und dann bei Renate Behle, Ernst Dieter Suttheimer und Gottfried Hornik studierte. Schon während seines Studiums fing er an, als Solist an der Grazer Oper zu singen, wo er über 250 Vorstellungen sang. So war er in Rollen wie z. B. Magaldi in Evita oder F. A. Müller (Zarah Leander) in der Uraufführung von Tod und Teufel von Gerd Kühr und Peter Turrini zu sehen.

### Sängertätigkeit
Stojanović war in den Jahren 2002 bis 2008 als freischaffender Solist am Slowenischen Nationaltheater Maribor tätig. Dort sang er die Rollen des Marcello in La Bohème, Ford im Falstaff, Frédéric in Lakmé, Figaro im Il barbiere di Siviglia (den Figaro sang er auch am Kroatischen Nationaltheater in Zagreb, am Kroatischen Nationaltheater Rijeka und am Stadttheater Leoben), Ezio in Attila, Escamillo in Carmen und Guglielmo in Così fan tutte. Im Jahr 2009 debütierte er als Macbeth am Tschechischen Nationaltheater in Brünn (Narodni divadlo Brno).

#### 40 mal Nabucco
Im Jahr 2009 wurde er als Gast an das Stadttheater Bremerhaven geholt, wo er 20 mal den Nabucco sang. Als in der nächsten Saison am Landestheater Schleswig-Holstein zwei Tage vor der Premiere der Titelheld mit der Partie nicht zurechtkam, holte ihn Intendant Peter Grisebach auch nach Flensburg, wo er wiederum 20 mal den Nabucco sang.  Dem Flensburg bleibt er als Gast-Solist bis 2016 treu und singt dort weitere 35 Vorstellungen in den Produktionen Madama Butterfly – Sharpless und La traviata – Germont Vater.